# Majcen
Majcen je 44. najbolj pogost priimek v Sloveniji, ki ga je po podatkih Statističnega urada Republike Slovenije na dan 31. decembra 2007 uporabljalo 1.825 oseb, na dan 1. januarja 2010 pa 1.803 osebe in je med vsemi priimki po pogostosti uporabe zavzel 48. mesto.

## Znani nosilci priimka
- Darko Majcen (Dario Mazzeni), tržaški alpinist
- Alenka Majcen Le Marechal (*1947), kemičarka
- Andrej Majcen (1904–1999), salezijanec in misijonar
- Bojan Majcen, generalni direktor uprave RS za izvrševanje kazenskih sankcij
- Boris Majcen (? –), ekonomist, direktor Inštituta za ekonomska raziskovanja
- Boris Majcen (*1970), častnik SV
- Boris Majcen, jazz trobentač in pedagog
- Branivoj Majcen (1917–1995), pilot
- Dina (Leopoldina) Čučnik Majcen (1927-1998)
- Franček (Franc) Majcen (1921–2001), partizan, filolog, pisec, bibliotekar
- Gabriel Majcen (1858–1940), učitelj in publicist
- Igor Majcen (*1952), skladatelj in zborovodja
- Igor Majcen (*1969), plavalec
- Irena Majcen (*1948), ilustratorka
- Irena Majcen (*1958), političarka
- Jože Majcen (*1933?) slikar, likovni pedagog, galerist in muzealec v Laškem
- Jožef Majcen (1860–1920), duhovnik
- Juraj (Gjuro) Majcen (1875–1924), hrvaški matematik, utemeljitelj zagrebške geometrijske šole, akademik
- Larisa Majcen, narodnozabavna pevka
- Luka Majcen (*1989), nogometaš
- Marijan Majcen (1893–1965), hrvaški koncertni in operni pevec
- Marijan Majcen (1933–2014), diplomat, gospodarstvenik (pravnik)
- Marko Majcen (1924–2007), hrvaški inženir strojnišrva, univ. prof.
- Matic Majcen (*1980), cineast, filmolog
- Matija Majcen, h-m pevec (Glista)
- Milan Majcen (1914–1941), partizan, narodni heroj
- Milka Majcen, atletinja
- Mirko Majcen (1890–1977), amaterski gledališčnik in šolnik (Ptuj)
- Miro Majcen, fotograf in pilot
- Mojca Majcen, plesalka
- Nace Majcen - Taras (1919–1985), vojaški politični delavec
- Nace Majcen (*1968), plavalec
- Nada Majcen (1926–1992), socialna in politična delavka
- Nada Čučnik Majcen (*1937), kemičarka, metalurginja, konservatorka, bibliotekarka
- Stanko Majcen (1888–1970), pisatelj, pesnik, pravnik in politik
- Tatjana Majcen Ljubič (*1978), atletinja paraplegičarka
- Tomaž Majcen (*1962), naravoslovni fotograf
- Urša Majcen (*1998), dramaturginja, dramatičarka, pesnica ...
- Uršula Majcen, TV športna novinarka
- Vida Štular (r. Majcen) (1922—2018), kemičarka?
- Vidojka Vuga (r. Majcen) (1923—2022), zdravnica pediatrinja
- Vjekoslav Majcen (1941—2001), hrvaški filmski zgodovinar in arhivist
- Zvonko Majcen (*1965), strojnik
- Željko Majcen (1930–1989), hrvaški ekonomist
- Živa Majcen (1924–2022), medicinska patofiziologinja, prof. MF